# ۲۱ اوت
۲۱ اوت دویست و سی و سومین (در سال‌های کبیسه دویست و سی و چهارمین) روز سال در گاه‌شماری میلادی است. ۱۳۲ روز تا پایان سال باقی‌است.

## زادروزها
- ۱۱۶۵ − فیلیپ دوم، پادشاه فرانسه (د. ۱۲۲۳)
- ۱۹۱۳ − فرد آقاباشیان، رانندهٔ مسابقات اتومبیل‌رانی آمریکایی (د. ۱۹۸۹)
- ۱۹۵۹ - استیو آلتن، نویسنده آمریکایی
- ۱۹۸۴ – الیزه ژاکوتی، خواننده فرانسوی

## درگذشت‌ها
- ۱۹۴۰ - لئون تروتسکی، متفکر انقلابی روسی
- ۱۹۹۵ - سوبرامانیان چاندراسخار، اخترفیزیکدان هندی-آمریکایی
- ۲۰۱۱ – زبیده بشیر، شاعر تونسی.[۱]